# Nepal ai Giochi della XXXI Olimpiade
Il Nepal ha partecipato ai Giochi della XXXI Olimpiade, che si sono svolti a Rio de Janeiro, Brasile, dal 5 al 21 agosto 2016, con una delegazione di sette atleti impegnati in cinque discipline. Portabandiera alla cerimonia di apertura è stato il judoka diciannovenne Phupu Lamu Khatri, alla sua prima Olimpiade.
Si è trattato della tredicesima partecipazione di questo paese ai Giochi estivi. Non sono state conquistate medaglie.

## Partecipanti

### Atletica leggera
- 5000 m maschili - 1 atleta (Hari Kumar Rimal)
- 1500 m femminili - 1 atleta (Saraswati Bhattarai)

### Judo
- 63 kg femminili - 1 atleta (Phupu Lhamu Khatri)

### Nuoto
- 100 m stile libero maschili - 1 atleta (Shirish Gurung)
- 100 m dorso femminili - 1 atleta (Gaurika Singh)

| Atleta        | Evento                    | Batterie | Batterie  | Semifinali      | Semifinali      | Finale          | Finale          |
| Atleta        | Evento                    | Tempo    | Posizione | Tempo           | Posizione       | Tempo           | Posizione       |
| ------------- | ------------------------- | -------- | --------- | --------------- | --------------- | --------------- | --------------- |
| Gaurika Singh | 100 metri dorso femminili | 1'08"45  | 31ª       | non qualificata | non qualificata | non qualificata | non qualificata |

### Taekwondo
- 67 kg femminili - 1 atleta (Nisha Rawal)

### Tiro con l'arco
- Individuale maschile - 1 atleta (Jit Bahadur Moktan)